# Анель Енріке Райс Морено
Анель Енріке Райс Морено (ісп. Anel Enrique Ryce Moreno; нар. 6 липня 2006) — панамський футболіст, опорний півзахисник «Плази Амадор» та молодіжної збірної Панами, який виступає в оренді за одеський «Чорноморець».

## Клубна кар'єра
Вихованець «Плази Амадор», за юнацьку та молодіжну команду якої виступав з 2022 по 2024 рік. На початку січня 2024 року переведений до першої команди клубу. Дебютував за дорослу команду «Плази Амадор» 23 липня 2023 року в переможному (3:0) виїзному поєдинку 1-го туру зони «Схід» Клаусури чемпіонату Панами проти «Депортіво дель Есте». Анель вийшов на 83-й хвилині замість Блаза Переса. Першим голом на професійному рівні відзначився 30 липня 2023 року на 45+4-й хвилині переможного (3:0) домашнього матчу 2-го туру Клаусури чемпіонату Панами проти «Альянси». Райс вийшов на поле в стартовому складі та відіграв увесь матч. До кінця лютого 2025 року зіграв 40 матчів у чемпіонаті Панами, в яких відзначився 1-м голом.
На початку лютого 2025 року стало відомо про зацікавленість Райсом з боку «Чорноморця», з яким панамаце 28 лютого 2025 року підписав орендну угоду. Вперше до заявки головної команди «моряків» потрапив 1 березня 2025 року в програному (0:1) домашньому поєдинку 19-го туру Прем'єр-ліги України проти столичного «Лівого берега», але просидів усі 90 хвилин на лаві запасних. Дебютував за одеську команду 6 березня 2025 року в програному (1:3) виїзному поєдинку 20-го туру Прем'єр-ліги України проти житомирського «Полісся». Анель вийшов на поле на 69-й хвилині замість Йона Шпорна.

## Кар'єра в збірній
У футболці юнацької збірної Панами (U-17) дебютував 12 лютого 2023 року в переможному (1:0) домашньому поєдинку 1-го туру юнацького чемпіонату КОНКАКАФ (U-17) проти однолітків з Гватемали. Райс вийшов на поле в стартовому складі та відіграв увесь матч. Першим голом на міжнародному рівні за юнацьку збірну Панами відзначився 16 лютого 2023 року на 54-й хвилині нічийного (1:1) поєдинку юнацького чемпіонату КОНКАКАФ (U-17) проти юнацької збірної Мексики (U-17). Анель вийшов на поле в стартовому складі, а на 65-й хвилині його замінив Джошуа П'єрр. Загалом за команду U-17 зіграв 9 матчів та відзначився 1-м голом.
У футболці молодіжної збірної Панами дебютував 25 січня 2024 року в програному (0:3, по пенальті) виїзному товариському поєдинку проти молодіжної збірної Гватемали. Райс вийшов на поле в стартовому складі та відіграв увесь матч.

## Досягнення
«Плаза Амадор»
- Чемпіонат Панами
  -  Срібний призер (2): 2024 (Апертура), 2024 (Клаусура)